# Vigny (Dolina Oise)
Vigny – miejscowość i gmina we Francji, w regionie Île-de-France, w departamencie Dolina Oise.
Według danych na rok 2010 gminę zamieszkiwało 1077 osób, a gęstość zaludnienia wynosiła 164 osoby/km².